# 馬道まさたか
馬道 まさたか（うまみち まさたか、1993年2月1日 - ）は、日本のギタリスト・作曲家・音楽家。滋賀県湖南市出身、みずがめ座、血液型はO型。
音楽家として、主にアコースティックギターのインストゥルメンタルを演奏する。所属レーベルはソニー・ミュージックダイレクト。
本名及び、漢字圏での表記は「馬道允崇」（うまみち まさたか）。

## 概略
大阪府藤井寺市で生誕。
2003年：小学5年生の時に、テレビで森山直太朗が「さくら」を歌唱する姿を見てその表現力に衝撃を受け、音楽を聴き始める。
2004年：小学6年生の時に、友達がスピッツを弾き語りする様子に感動し、ギターを始める。　2008年：テレビ朝日「ストリートファイターズ」に15歳若手天才ギタリストとして出演。また、TOKYO FM「SCHOOL OF LOCK」10代限定オーディション「閃光ライオット」関西予選進出。完全自主制作アルバム「Full of Heart」をリリースする。
2013年：インディーズデビューアルバム「The Moment」をリリース。　2014年：FM802とグランフロント大阪が主催する公認ストリートライブ「MUSIC BUSKER」オーディションに合格。
2015年：東京に拠点を移し、本格的にライブ・制作活動をスタートする。チームラボ株式会社に入社。
2016年4月27日発売の「アコースティック・ギター・マガジン Vol.68 FingerStylist」にて、インタビューと譜面が掲載される。
2016年9月12日：MBS毎日放送「押尾コータローの押しても弾いても」に出演。
2016年11月4日：三軒茶屋グレープフルーツムーンにて上京後初のワンマンライブを行う。
2017年：NHKラジオ「まいにちスペイン語 応用編」のテーマ曲、ジングル曲を作曲・提供。同年6月、初めて台湾ライブツアーを実施。
2018年7月18日：ユニバーサルミュージックから発売の橘和徳セカンドシングル「家族写真」の作詞作曲を担当。台湾の音楽フェスティバル「Love Love Rock Festival」に出演。
2019年3月24日：台湾の音楽フェスティバル「大港開唱 Megaport Festival」に出演。
2020年5月20日：ソニー・ミュージックダイレクトより、アルバム「YELL!」でメジャーデビュー。
2020年7月27日発売の「アコースティック・ギター・マガジン Vol.85」にインタビュー記事が掲載される。
2020年10月：JALグループ機内オーディオ番組『JET STREAM』、及び機内エンターテインメントガイド『JAL Mooove!』にてアルバム「YELL!」から「威風堂々」がオンエアされる。
2020年10月22日：NHK大津放送局「おうみ発630」に出演。
2023年3月18日：2nd Single「サクラナミキ」をリリースし、 iTunes Storeインストゥルメンタル トップソング日本で6位にチャートイン。
2023年7月29日：3rd Single「RUNNER」をリリース。同楽曲のミュージックビデオがiTunes Storeインストゥルメンタルトップミュージックビデオ日本で1位を獲得。
2024年5月8日：4th Single「Horizon」をリリース。iTunes Storeインストゥルメンタルトップソング日本で1位にチャートイン。
2024年9月21日：ソロギターのコンペティション『Solo Guitar Competition 2024』のプロフェッショナル部門にて準優勝を受賞。
2024年11月-12月：自身初となる2大都市ライブツアー "TWO-FACTOR" を大阪と東京にて開催。